# 부산세관
부산본부세관(釜山本部稅關, Busan Main Customs) 또는 부산세관은 부산광역시 일원의 관세 부과·감면 및 징수와 수출입 물품의 통관 및 밀수출입 단속에 관한 사무를 관장하는 대한민국 관세청의 소속기관이다. 1949년 7월 9일 발족하였으며, 부산광역시 중구 충장대로 20에 위치하고 있다. 세관장은 고위공무원단 나등급에 속하는 일반직공무원으로 보한다.

## 직무
- 인사, 문서의 수발·심사·보존, 보안 및 관인관리
- 수입물품에 대한 조세의 부과·징수 및 감면에 관한 사항
- 수출입물품의 통관에 관한 사항
- 수출입물품의 통관에 관한 적법성 심사와 세액 및 환급 심사에 관한 사항
- 공항과 항만에 대한 감시업무에 관한 사항
- 선박·항공기의 입출항절차 및 검색에 관한 사항
- 총기류·폭발물등 테러관련물품의 반출입에 관한 사항
- 관세법등 위반사범에 대한 범칙수사업무에 관한 사항
- 밀수단속에 관한 사항
- 부정무역, 불공정무역, 원산지표시 위반 및 지식재산권 침해에 관한 조사 및 수사
- 수출입물품중 멸종위기에 처한 야생동식물, 특정야생동식물, 자연생태계 위해동식물업무에 관한 사항
- 자유무역협정의 집행에 관한 사항

## 연혁
대한민국 정부 수립 이전
- 1878년 9월 28일: 두모진 변찰소 내에 설치한 두모진 해관을 설치하고 세정관(변찰관)으로 하여금 세정을 개시케 함.
- 1878년 12월 19일: 두모진 해관 폐쇄.
- 1883년 11월 3일: 구한국 세리문첩 통상사무아에 부산해관을 설치하고 초대 해관장에 영국인 W.Nelson Lovatt 취임.
- 1907년 12월 16일: 세관관제 개정으로 부산세관으로 개칭[3].
- 1908년 10월 9일: 세관 관할 구역 제정 공포[4].
- 1910년 10월: 한일합방이후 조선총독부 사세국 소속[5].
- 1943년 12월 18일: 조선 총독부 문통국 소속.
- 1946년 2월 5일: 미군정청 문통국 해관과 소속[6].
- 1946년 4월 27일: 재무부 소속, 부산세관으로 환원[7].
- 1948년 6월 21일: 항무과 설치[8].

대한민국 정부 수립 이후
- 1949년 7월 9일: 재무부 소속으로 부산본부세관 설치하고 소속기관으로 마산·진해·통영감시서를 둠. 여수세관 소속으로 삼천포감시서 설치.[9]
- 1949년 8월 18일: 마산감시서를 마산세관으로 승격하고 삼천포·통영·진해감시서를 마산세관으로 이관.[10]
- 1952년 9월 3일: 마산세관을 마산분관으로 개편.[11]
- 1954년 9월 1일: 부산본부세관 소속으로 수영출장소 설치.[12]
- 1955년 9월 19일: 통영감시서를 통영출장소로, 삼천포·진해감시서를 삼천포·진해감시소로 개편.[13]
- 1957년 1월 25일: 마산분관을 마산세관으로 승격. 삼천포·진해감시소를 삼천포·진해감시서로 개편. 수영출장소 폐지.[14]
- 1961년 10월 2일: 삼천포감시서를 삼천포출장소로, 통영출장소를 충무출장소로 개편.[15]
- 1965년 4월 17일: 부산본부세관 소속으로 수영출장소를, 마산세관 소속으로 장승포출장소를 설치.[16]
- 1970년 8월 3일: 관세청 소속으로 변경.
- 1970년 8월 21일: 수영출장소를 수영세관으로 승격.[17]
- 1971년 9월 15일: 부산본부세관 소속으로 우암출장소를, 마산세관 소속으로 수출자유지역출장소를 설치.[18]
- 1973년 3월 14일: 수출자유지역출장소 폐지.[19]
- 1976년 5월 8일: 마산세관에 창원출장소 설치.[20]
- 1976년 8월 1일: 김해세관 설치.[21]
- 1978년 7월 15일: 부산본부세관 소속으로 동래출장소를, 마산세관 소속으로 매몰도감시서를 설치.[22]
- 1980년 6월 14일: 장승포출장소를 장승포세관으로 승격하고 매몰도감시서와 충무출장소를 장승포세관으로 이관. 수영세관을 부산본부세관 소속 수영출장소로 개편하고 소속기관으로 영도·사상출장소와 감천·다대포·부산진감시서 설치. 마산세관에 진주출장소 설치. 삼천포출장소를 삼천포감시서로 개편.[23]
- 1984년 1월 27일: 우암출장소를 남부출장소로, 삼천포감시서를 삼천포출장소로 개편. 영도·수영출장소, 다대포감시서 폐지.[24]
- 1985년 2월 25일: 동래출장소를 동래세관으로 승격. 용당세관 설치. 남부출장소 폐지.[25]
- 1987년 4월 1일: 매몰도감시서 폐지.[26]
- 1988년 1월 9일: 창원출장소를 창원세관으로 승격.[27]
- 1989년 5월 8일: 사상출장소를 사상세관으로 승격.[28]
- 1990년 4월 9일: 동래세관 소속으로 양산출장소 설치.[29]
- 1991년 12월 28일: 양산출장소를 양산세관으로 승격. 용당세관 소속으로 신선대감시서를, 울산세관 소속으로 삼남감시서를 설치.[30]
- 1992년 7월 9일: 부산진·신선대감시서 폐지. 삼남감시서를 양산세관 소속으로 이관.[31]
- 1995년 2월 24일: 장승포세관을 거제세관으로, 충무출장소를 통영출장소로 개편.[32]
- 1995년 7월 13일: 삼천포출장소를 사천출장소로 개편.[33]
- 1996년 7월 10일: 감천·삼남·진해감시서를 감천·삼남·진해감시소로 개편.[34]
- 1998년 2월 28일: 감천감시소 폐지.[35]
- 1998년 8월 1일: 삼남감시소 폐지.[36]
- 1999년 5월 24일: 동래세관 폐지.[37]
- 2000년 1월 1일: 사상세관을 부산본부세관 소속 사상출장소로 개편.[38]
- 2005년 7월 1일: 부산본부세관 소속으로 국제우편출장소 설치.[39]
- 2006년 1월 2일: 사상·국제우편·사천·진주·통영출장소를 사상·부산국제우편·사천·진주·통영세관으로 승격.[40]
- 2015년 1월 6일: 진해감시소를 진해지소로 개편.[41]
- 2016년 1월 18일: 용당·사상세관을 북부산세관으로 통합. 김해·거제·진주세관을 김해공항·경남남부·경남서부세관으로, 국제우편·진해·통영·사천세관을 각각 북부산세관 소속 부산국제우편세관비즈니스센터·창원세관 소속 진해세관비즈니스센터·경남남부세관 소속 통영세관비즈니스센터·경남서부세관 소속 사천세관비즈니스센터로 개편.[42]

## 관할구역
- 부산광역시[43]
- 경상남도 창원시 진해구 웅천동·웅동1동·웅동2동

## 조직

### 세관장
- 세관운영과[44]
- 감사담당관실[45]
- 수출입기업지원센터[45]

통관국
- 통관지원과[45]
- 수출과[47]
- 수입과[47]
- 자유무역협정과[45]
- 부두통관제1과[47]
- 부두통관제2과[47]
- 휴대품과[47]
- 휴대품검사관[47]

신항통관국
- 신항통관지원과[45]
- 신항수입과[47]
- 신항부두통관과[47]

심사국
- 심사총괄과[45]
- 심사관[47][49]
- 심사정보과[45]
- 체납관리과[45]
- 분석실[50]
- 분석관[51]

조사국
- 조사총괄과[45]
- 외환조사과[45]
- 조사정보과[47]
- 조사관[47][52]
- 외환조사관[47]

감시국
- 감시총괄과[45]
- 화물검사과[45]
- 감시정보과[53]
- 감시관[54][52]
- 감시장비과[53]

### 소속기관
세관
- 모든 세관은 관세청의 직속기관이지만 「관세청과 그 소속기관 직제」 제22조제3항에 의거하여 부산본부세관은 통관의 적법성·세액 및 환급의 심사·범칙수사업무가 전문적이고 효율적으로 이루어질 수 있도록 세관의 사무를 통합하여 수행하게 할 필요가 있을 때에는 관세청장이 지정한 세관의 사무 일부를 수행하게 할 수 있다.
- 경남남부세관장은 서기관 또는 기술서기관으로, 경남서부세관장은 서기관·기술서기관·행정사무관·공업사무관·전산사무관·방송통신사무관 또는 해양수산사무관으로, 나머지 세관장은 서기관으로 보한다.

| 명칭         | 소재                                    | 관할구역                                                                                               |
| ------------ | --------------------------------------- | --- |
| 김해공항세관 | 부산광역시 강서구 공항진입로 108        | 부산광역시 강서구의 김해국제공항 항역                                                                  |
| 북부산세관   | 부산광역시 남구 신선로 325              | 부산광역시 금정구, 동래구, 남구, 수영구, 해운대구, 기장군, 사상구 및 경상남도 양산시 부산국제우체국    |
| 양산세관     | 경상남도 양산시 상북면 상북중앙로 23    | 울산광역시 울주군 삼남면 방기리·삼동면 조일리 및 경상남도 양산시                                       |
| 창원세관     | 경상남도 창원시 성산구 창원대로 790     | 경상남도 창원시 의창구·진해구·성산구, 김해시, 밀양시                                                   |
| 마산세관     | 경상남도 창원시 마산합포구 제2부두로 10 | 경상남도 창원시, 함안군                                                                                |
| 경남남부세관 | 경상남도 거제시 장승로 127              | 경상남도 거제시, 통영시, 고성군                                                                        |
| 경남서부세관 | 경상남도 진주시 동진로 259              | 경상남도 진주시, 하동군, 산청군, 함양군, 거창군, 사천시, 합천군, 창녕군, 의령군, 남해군, 고성군 하이면 |

세관비즈니스센터
- 세관비즈니스센터장은 행정사무관·공업사무관·전산사무관·방송통신사무관·해양수산사무관·관세주사·방송통신주사·해양수산주사로 보한다.[64]

| 세관명       | 명칭                         | 소재                                     | 관할구역                               |
| ------------ | ---------------------------- | ---------------------------------------- | -------------------------------------- |
| 북부산세관   | 부산국제우편세관비즈니스센터 | 경상남도 양산시 동면 남양산1길 30        | 부산국제우체국                         |
| 창원세관     | 진해세관비즈니스센터         | 경상남도 창원시 진해구 행암로92번안길 28 | 경상남도 창원시 진해구                 |
| 경남남부세관 | 통영세관비즈니스센터         | 경상남도 통영시 통영해안로 257           | 경상남도 통영시, 고성군, 거제시 둔덕면 |
| 경남서부세관 | 사천세관비즈니스센터         | 경상남도 사천시 신항만1길 53             | 경상남도 사천시, 남해군, 고성군 하이면 |